# 洋酒天国
『洋酒天国』（ようしゅてんごく）とは、1956年4月から1963年1月まで株式会社壽屋（現在のサントリー）から発行されていた広報誌。

## 解説
編集兼発行人は開高健、他坂根進、柳原良平が創刊時の編集者。
壽屋宣伝部にいた開高健が、当時専務だった佐治敬三に提案して、トリスバーの常連客へのサービスとして創刊。発行元は最初大阪市北区壽屋内洋酒天国社だったが、のち開高の提言により東京都に移転した。
その後、同誌は前述の3名と佐治敬三並びにサントリー宣伝部部長の山崎隆夫によって設立されたサン・アドへ移行して、編集されることになる。この洋酒天国というタイトルは佐治敬三が発案したものであり、開高らは「天国というのが安っぽい」と批判したが、それがヒットするや黙ってしまった。
他にも、同編集部には山口瞳や山川方夫や佐々木侃司や酒井睦雄などの才能が集まった。創刊当初の発行部数は2万部程度に過ぎなかったが、宣伝色の薄い洒脱な内容が人気を集め、最盛期には発行部数20万部を誇った。
1958年には、DM部門の広告電通賞を受賞している。
本誌の後身として、広報誌『サントリー・クォータリー』が1979年1月から2009年4月までサントリーから発行されていた。
サントリーによる一社提供番組として有名な「料理天国」（TBS）、「スポーツ天国」（フジテレビ）の番組名もこれに由来するものである。